# کودتای ۲۰۱۴ تایلند
در روز ۱ خرداد ۱۳۹۳، نیروهای نظامی سلطنتی تایلند، به رهبری پرایوت چان-او-چا، فرمانده ارتش پادشاهی تایلند (RTA) کودتایی را ترتیب دادند که ۱۲امین کودتا در تاریخ معاصر این کشور بود. این اتفاق پس از آن رخ داد که حکومت موقت تایلند، در پی شش ماه بحران سیاسی در کشور حکومت را به دست گرفته بود.